# Détroit de Victoria
Le détroit de Victoria est un détroit reliant le Nunavut à l'arctique canadien.
Il est situé entre l'île Victoria à l'ouest et l'île du Roi-Guillaume à l'est. Le détroit a une longueur d'environ 160 km pour une largeur allant de 80 à 129 km.  
La majeure partie de l'année, le détroit est couvert de glace grossière et lourde. La débâcle à grande échelle de la glace dans le détroit commence à la fin de juillet et se poursuit jusqu'à la fin de septembre, quand elle commence à geler à nouveau. 
Près de l'entrée du détroit, le HMS Terror et le HMS Erebus furent pris au piège lors de l'expédition de John Franklin et abandonnés en 1848.